# روبن کورئا
روبن کورئا (اسپانیایی: Rubén Correa‎؛ زادهٔ ۲۵ ژوئیهٔ ۱۹۴۱) بازیکن فوتبال اهل پرو بود.
از باشگاه‌هایی که در آن بازی کرده‌است می‌توان به باشگاه فوتبال اونیورسیتاریو ده دپورتس اشاره کرد.
وی همچنین در تیم ملی فوتبال پرو بازی کرده‌است.